# Phiaris dissolutana
Phiaris dissolutana is een vlinder uit de familie bladrollers (Tortricidae). De wetenschappelijke naam is voor het eerst geldig gepubliceerd in 1866 door Stange.
De soort komt voor in Europa.